# Muhedin Targaj
Muhedin Targaj (Tepelenë, 19 marzo 1955) è un allenatore di calcio ed ex calciatore albanese, di ruolo difensore.

## Carriera

### Nazionale
Ha collezionato 22 presenze e 3 gol con la Nazionale albanese.